# Подшипниковая улица (Самара)
Подшипниковая улица — улица в Октябрьском районе городского округа Самара. Своё начало берёт от улицы Артиллерийской, пересекает проспект Масленникова, улицу Николая Панова, Ерошевского, Революционную и упирается в улицу Лукачёва. Имеет относительную протяжённость 1,2 км.

## История
Ориентировочная дата появления на карте — первая половина 1950-годов. Из статьи многотиражной газеты сентября 1991 года 9 ГПЗ можно узнать, что дать такое название для улицы предложили работники подшипникового завода, который был построен на территории бывшего военного Линдова городка.
Основная застройка жилыми домами велась в 1950—1960-х годах. В 1968—1969 годах трест «Куйбышевремстрой» построил дом под номером 24.
1 января 1969 году по адресу Подшипниковая,14 был открыт детский сад № 344, работающий по сей день.
В 1970-х годах два дома были построены заводом ЗИМ: под номерами 26 и 26а. В эти же года был открыт ещё один детский сад № 116 по адресу Подшипниковая 27, но в настоящее время здание является заброшенным. Ранее оно принадлежало министерству обороны РФ, а в 2011 году было передано муниципалитету. Сейчас на его месте собираются строить новый детский сад по нацпроекту «Демография».
В 2012 году появился новый жилой дом под номером 15а, в котором был открыт филиал детского сада № 334 «Берёзка».
В 2016 году в рамках 130-летия городского водопровода «Самарские коммунальные системы», украшая территорию своего офиса, на улице Подшипниковой установили 10 декоративных человечков, выполненных из труб и других материалов, использующихся в водопроводно-канализационном хозяйстве.

## Здания и сооружения
- № 2 и № 4 — жилые дома 1954 года постройки. Включены в «Перечень выявленных объектов культурного наследия Самарской области» (по состоянию на 03.10.2023[11]. В октябре жители дома № получили уведомление о заседании по поводу признания их дома аварийным и подлежащим сносу или реконструкции[12].
- № 9 — Центр государственного санитарно-эпидемиологического надзора Министерства обороны России
- № 14, 15а — Детский сад № 334 «Берёзка»
- № 17 — Поволжский центр экспертизы и испытаний; Институт строительства и архитектуры
- № 24 — Территориальное общественное самоуправление № 3, № 7 Октябрьского района; Самарская геодезическая компания

## Достопримечательности
- Декоративное сооружение «Человечки из труб»
- Декоративное сооружение «Самолёт»

## Транспорт
Улица Подшипниковая не является проезжей для общественного транспорта. Добраться до неё можно на:
- Автобусах: 1, 2, 22, 23, 37, 47, 67
- Троллейбусах: 4, 12, 15, 17, 19, 20
- Маршрутном такси: 4, 46, 126с, 126ю, 247, 410а
- Метро: ст. Московская